# ۲۱ ربیع‌الثانی
۲۱ ربیع‌الثانی، بیست و یکمین روز از ماه ربیع‌الثانی در تقویم هجری قمری است.
در تقویم هجری قمری قراردادی این روز صد و دهمین روز سال است.

## درگذشتگان
- ۷۷۹ - ابن حبیب حلبی، فقیه، محدث، تاریخ‌نگار، کاتب و شاعر شامی